# Diana Matheson
Diana Beverly Matheson (Mississauga, 6 aprile 1984) è un'ex calciatrice canadese, di ruolo centrocampista.

## Carriera
Notevole nella velocità e nel mantenere la posizione in campo, Matheson è laureata in economia presso l'Università di Princeton, USA. Nel 2007 viene votata come Ivy League Player dell'Anno; nel 2008 è eletta atleta Donna di Princeton dell'Anno.
Vincitrice della medaglia di Bronzo ai Giochi Panamericani del 2007, gioca la seconda metà della stagione 2008 a Oslo, con lo Team Strømmen, scendendo in campo nella Toppserien e nella Coppa Nazionale. In Norvegia viene chiamata 'Mathesonen' (letteralmente 'la Matheson') dalle sue compagne. Resta con il Team Strømmen anche nella stagione del 2009 e nel primo semestre del 2010 fino a quando la Nazionale non la convoca.
Matheson ha aumentato la sua fama grazie al gol della vittoria segnato al 92' contro la Francia, marcatura che ha permesso al Canada di aggiudicarsi la medaglia di bronzo alle Olimpiadi di Londra 2012. Nell'aprile 2015 viene inserita in rosa nella formazione che rappresenta il Canada nel Mondiale 2015.

## Palmarès

### Nazionale
- Algarve Cup: 1

2016
- Bronzo olimpico: 2

Londra 2012
Rio de Janeiro 2016